# Papan Thanakroekkiat
Papan Thanakroekkiat (thailändisch ปภัน ธนากรเกียรติ; * 18. Oktober 1995) ist ein thailändischer Eishockeyspieler der seit 2020 für Siam Mandalay in der Siam Hockey League spielt.

## Karriere
Papan Thanakroekkiat spielt seit 2016 in der Siam Hockey League. Nach Stationen bei Aware Bangkok, Hertz und PEAK ist er seit 2020 für Siam Mandalay aktiv.

### International
Für Thailands Herren nahm Thanakroekkiat in den Jahren 2014, 2015, 2016, 2017, als im heimischen Bangkok die Bronzemedaille gewonnen wurde, und 2018, als sogar der zweite Platz errungen und er zum besten Verteidiger gewählt wurde, am IIHF Challenge Cup of Asia teil. Zudem stand er bei den Winter-Asienspielen 2017 im Aufgebot seines Landes, das die Division I gewann. Auch an den Südostasienspielen 2017, als der zweite Platz erreicht wurde, und 2019, als durch einen 8:0-Endspielsieg gegen Singapur der Titel gewonnen wurde, und der Qualifikationen für die Olympischen Winterspiele in Peking 2022 und Mailand 2026 nahm er teil.
Er spielte bei den Weltmeisterschaften des Jahres 2019 in der Qualifikation zur Division III sowie in den Jahren 2022, 2023 und 2024 in der Division III. Bei der Austragung 2024 gelang dem Stürmer mit seinem Heimatland der erstmalige Aufstieg in die Division II.

## Erfolge und Auszeichnungen
| - 2017 Bronzemedaille beim IIHF Challenge Cup of Asia - 2017 Gewinn der Division I bei den Winter-Asienspielen - 2017 Silbermedaille bei den Südostasienspielen - 2018 Silbermedaille beim IIHF Challenge Cup of Asia | - 2018 Bester Verteidiger beim IIHF Challenge Cup of Asia - 2019 Goldmedaille bei den Südostasienspielen - 2022 Aufstieg in die Division III, Gruppe A, bei der Weltmeisterschaft der Division III, Gruppe B - 2024 Aufstieg in die Division II, Gruppe B, bei der Weltmeisterschaft der Division III, Gruppe A |